# Киевский театр оперетты
Киевский национальный академический театр оперетты (укр. Київський національний академічний театр оперети) — театр в Киеве, расположенный по адресу: ул. Большая Васильковская, дом 53/3.

## История театра

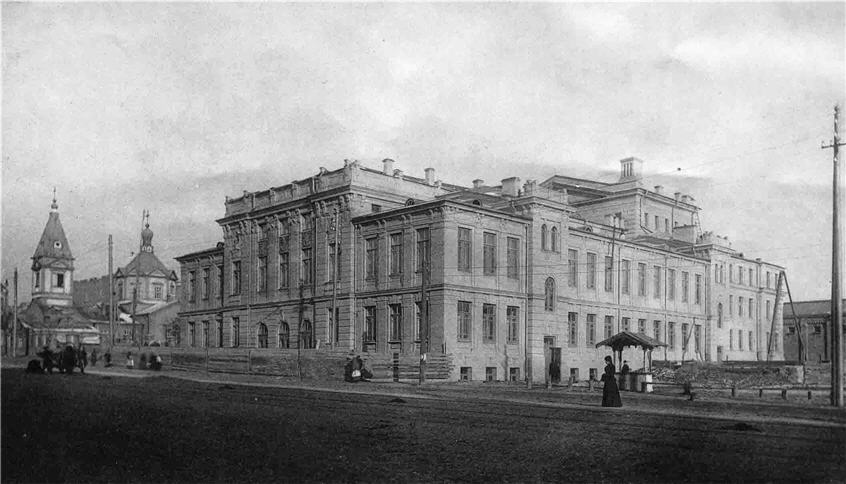
Троицкий народный дом, 1900

Основан в 1934 году как Государственный театр музыкальной комедии УССР. С 1966 года — Киевский государственный театр оперетты. С 2004 года — академический, с 2009 года — Национальный. Театр размещается в здании бывшего Троицкого народного дома, построенном в 1901-1902 гг. по проекту архитектора Геннадия Антоновского в стиле рационализма.
В период с 1964 по 2003 года театром руководили выдающиеся деятели украинского искусства Борис Шарварко, Александр Барсегян, Борис Рябикин, Сергей Смеян, Владимир Бегма, Виктор Шулаков.
С 1980 по 2010 годы главным балетмейстером театра был народный артист Украины Александр Сегал.
С 1970 по 1973 годы хормейстером театра был народный артист Украины, Герой Украины Евгений Савчук.
С 1989 по 2014 годы главным хормейстером был заслуженный деятель искусств Украины В.Н.Ворвулев.
С 2003 года театр возглавляет заслуженный деятель искусств Украины, народный артист Украины Богдан Струтинский. Главный художник театра — Андрей Романченко (в 2014).
В 2013 году создан Художественно-концертный центр имени Ивана Козловского Киевского национального академического театра оперетты – многофункциональное театрально-концертное учреждение культуры по адресу Киев,  ул. Крещатик, 50-б.

## Персоналии театра

### Художественные руководители театра
- 1934—1937 — Сергей Каргальский[укр.]
- 1937—1947 — Борис Хенкин[укр.]
- 1947—1950 — Владимир Вильнер
- 1950—1955 — Алексей Рябов
- 1956—1960 — Борис Хенкин[укр.]
- 1961—1970 — Борис Рябикин[укр.]
- 1970—1973 — Александр Барсегян
- 1973—1975 — Эдуард Митницкий
- 1975—1981 — Владимир Бегма
- 1981—1988 — Сергей Смеян
- 1988—1990 — Виктор Шулаков
- 1990—1991 — Борис Рябикин[укр.]
- 1991—1997 — Сергей Смеян
- 1998—2001 — Виктор Шулаков
- 2001—2003 — и.о.Владимир Шейко
- с 2003 — Богдан Струтинский[укр.]

### Труппа театра
- Народные артисты Украины:
  - Авдеев С. Г.
  - Бельская Л.В.
  - Богомаз В. И.
  - Бондаренко С.Г.
  - Бутковский Н. Е.
  - Донченко-Бутковская В. П.
  - Костюкова (Алёшина) В. Д.
  - Кравченко А. И.
  - Литвиненко Святослав Иванович
  - Лапина И. И.
  - Левенец И. А.
  - Мадараш О. С.
  - Маковецкая-Трофимчук Л. Г.
  - Мельниченко Сергей Григорьевич[укр.]
  - Павлинов С. Н.
  - Струтинский, Богдан Дмитриевич[укр.]
  - Рожков В. Ф.
  - Сегал, Александр Наумович-главный балетмейстер (в театре с 1980 по 2010)
  - Смеян, Сергей Константинович, лауреат государственной премии Украины им. Т.Г. Шевченко (в театре с 1981 по 2014)
  - Тимошко, Тамара Михайловна
  - Трофимчук, Александр Павлович[укр.]
  - Чемена Валентина Леонидовна[укр.]
  - Шевцов, Дмитрий Александрович (в театре с 1956 по 1980)
- Заслуженные деятели искусств Украины:
  - Ворвулев В. Н. — хормейстер
  - Дидок С. В. - дирижёр
  - Струтинский, Богдан Дмитриевич[укр.]
  - Ярошенко И.В. - главный хормейстер
- Заслуженные артисты Украины:
  - Алексеенко Р.И. (в театре с 1985 по 2010)
  - Авдеев С. Г.
  - Арбузова Е.
  - Беспалова-Примак И.В.
  - Булгаков М. А. - артист балета
  - Головчанская-Сивач Т. Ф.
  - Голосняк В.В.
  - Грегорчак-Одринская Г.В.
  - Гриневко Л. М. - артистка оркестра
  - Довбня А.П.
  - Доброноженко Л.
  - Донченко-Бутковская В. П.
  - Запорожцева, Лидия Григорьевна (в театре с 1963 по 1985)
  - Зельдич Л. В. — артист оркестра
  - Ильченко Ю.В.- солистка балета
  - Кузьменко Л.И.
  - Курбанов А.Ш.
  - Левенец И.А.
  - Мадараш О.С. — дирижёр
  - Макойников В. С.
  - Нагля А. С. - артист ка хора
  - Наумов С. А.
  - Опанасенко Е.А. - главный концертмейстер
  - Пидгородецкий, Анатолий Николаевич
  - Погребной А.
  - Прасолова О.
  - Приймак С.И.
  - Прокопенко В.В. - главный балетмейстер
  - Сазонова Я.Н.
  - Середа-Голдун А.М.
  - Тулис В.
  - Ходакова Т.
  - Федоренко О.С.
  - Шарабурин Д.В.
  - Яцук  С. Н.
- Заслуженные работники культуры Украины:
  - Гуло В. Д.(в театре с 1961 по 2014гг.)
  - Жмура О.М.
  - Межировский П.Г.(в театре с 1962 по 2012гг.)
  - Кравченко З. Б.
  - Когут О. В.
  - Ловинская А.П.
  - Собко В. Г.
  - Сладкова Е.Г.
  - Хабаликян Г.Н.
  - Цуркан В.Л.

Заслуженные юристы Украины:
- - Лыстопадская Е. Е.

Заслуженные экономисты Украины:
- - Залевская В. Ю.